# Castlederg
Castlederg (Iers: Caisleán na Deirge) is een plaats in het Noord-Ierse district Strabane. Castlederg telt 2739 inwoners. Van de bevolking is 44,1% protestant en 55,5% katholiek.

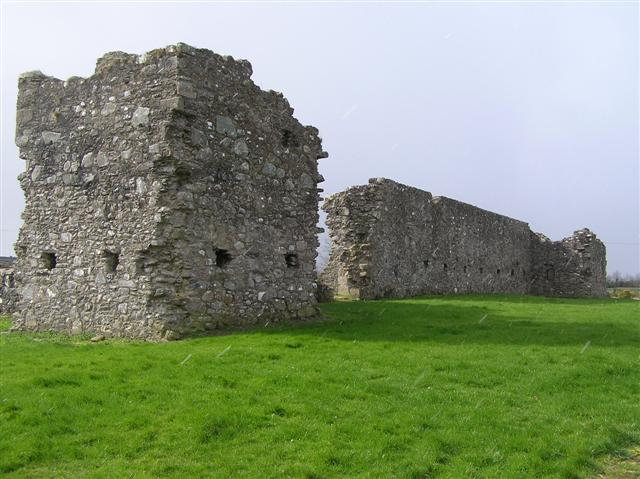
Kasteel